# Лонжек (Лодзинське воєводство)
Лонжек (пол. Łążek) — село в Польщі, у гміні Нова Бжезниця Паєнчанського повіту Лодзинського воєводства.
Населення — 117 осіб (2011).
У 1975-1998 роках село належало до Ченстоховського воєводства.

## Демографія
Демографічна структура станом на 31 березня 2011 року:
|          | Загалом | Допрацездатний вік | Працездатний вік | Постпрацездатний вік |
| -------- | ------- | ------------------ | ---------------- | -------------------- |
| Чоловіки | 54      | 12                 | 35               | 7                    |
| Жінки    | 63      | 13                 | 29               | 21                   |
| Разом    | 117     | 25                 | 64               | 28                   |